# Penya Roja (Ròtova)
La Penya Roja es una pared vertical de materiales calcáreos que con la puesta de sol toma unas tonalidades rojizas deslumbrantes y de gran fuerza cromática que probablemente hayan dado nombre al acantilado, donde se encontraron restos de pinturas rupestres y de grabados fusiformes de la edad prehistórica. Además existe una enorme acumulación de restos arqueológicos por la continuada habitación al pie del mismo desde época ignorada.
Está situado en el río Vernissa, en el Barranco de les Galeries en el ruta PR-CV 100. Pertenece al municipio de Rótova .
Fue descubierta por José Aparicio, director de la Sección de Arqueología y Prehistoria de la Real Academia de Cultura Valenciana, el 21 de diciembre de 1972, y en las diversas excavaciones, comprobaron que la sedimentación en su mayor parte correspondía Paleolítico Superior y al Mesolítico I fechado a principios del Holoceno entre el 10.000 y el 9.000. Encontraron restos de la continuada habitación al amparo de una cueva o simple abrigo, junto a otros restos artísticos.
Forma parte del Inventario General del Patrimonio Cultural Valenciano, con la categoría de Zona Arqueológica, con carácter de Bien de Interés Cultural.